# جن لجر
جنیفر کارول لجر (به انگلیسی: Jennifer Carole Ledger؛ زادهٔ ۸ دسامبر ۱۹۸۹) موسیقی‌دان انگلیسی-آمریکایی است که به‌عنوان درامر و خواننده مشترک گروه کریستین راک اسکیلت فعالیت می‌کند. در سن ۱۸ سالگی، وقتی لوری پیترز بازنشسته شد، او نوازنده درام اسکیلت شد.
لجر در سال ۲۰۱۸ یک آلبوم چندآهنگه با نام لجر منتشر کرد. چندین آهنگ در جدول موسیقی کریستین راک و چندین آهنگ دیگر در جدول موسیقی مسیحی معاصر قرار گرفتند.

## اوایل زندگی
لجر در کاونتری متولد شد و از ۱۳ سالگی شروع به نواختن درام کرد. لجر در مدرسه کلیسای انگلستان بلو کت کاونتری تحصیل کرد و در آنجا گواهی عمومی آموزش ثانوی خود را دریافت کرد. او در یک گروه محلی درام می‌نواخت و در سال ۲۰۰۶ به فینال مسابقه درام‌نواز سال بریتانیا راه یافت.
او در سن ۱۶ سالگی با بورسیه تحصیلی در مدرسه پرستش لیوینگ لایت در کنوشا، ویسکانسین، برای تحصیل در رشتهٔ درام به ایالات متحده نقل مکان کرد. او به گروه موسیقی اسپارک پیوست؛ از آنجایی که این گروه از قبل یک درامر داشت، او گیتار بیس نواخت.

## فعالیت هنری

### با اسکیلت

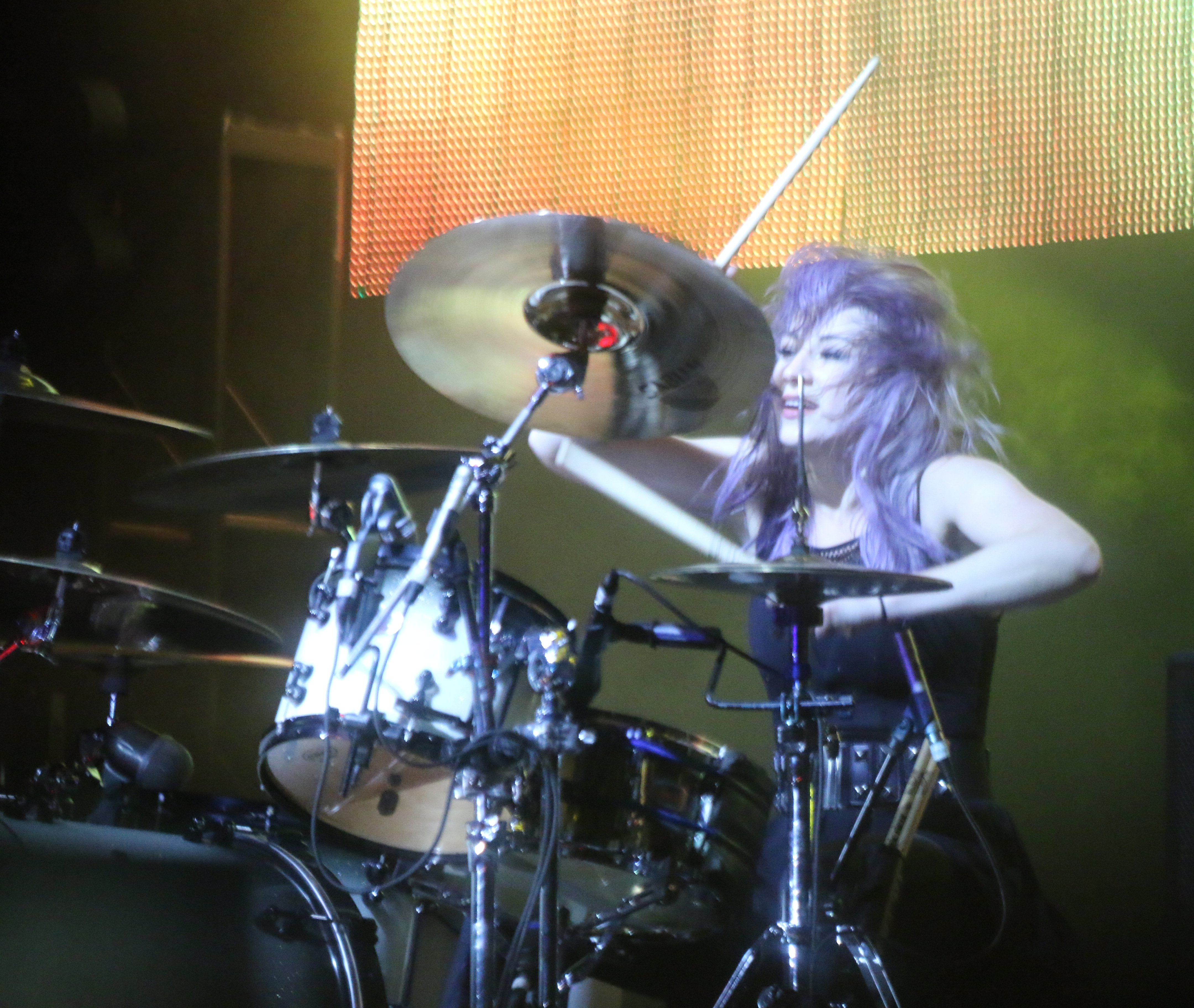
لجر در حال نواختن درام در سال ۲۰۱۷

اعضای گروه اسکیلت، لجر را هنگام شرکت در مراسم کلیسایی در ایالات متحده، جایی که او در آن زمان زندگی می‌کرد، کشف کردند و از لجر خواستند تا برای یک جایگاه درامر آزاد در گروه، تست بدهد. او از سال ۲۰۰۸ درامر و خواننده زن اسکیلت بوده و در آلبوم Comatose Comes Alive، نسخه کنسرت زنده آلبوم Comatose، حضور داشته است.

### انفرادی
لجر اظهار داشت که او و هم‌گروهی‌اش کوری کوپر، نوشتن شعر برای آلبوم انفرادی خود که حال و هوای پاپ داشت را حدوداً در سال ۲۰۱۲ آغاز کردند.
در مارس ۲۰۱۸، اعلام شد که اولین آلبوم چندآهنگه او، قرار است در ۱۳ آوریل منتشر شود. او قراردادی با آتلانتیک رکوردز و Hear it Loud، ناشری که توسط جان و کوری کوپر از اسکیلت و مدیر برنامه‌اش، زاکاری کلِم، راه‌اندازی شده است، امضا کرد. کوری کوپر به‌عنوان نویسنده و تهیه‌کننده و ست مازلی به‌عنوان تهیه‌کننده، آلبوم لجر را بر عهده داشتند. لجر به‌عنوان نوازنده آغازگر تور Unleashed Skillet انتخاب شد. در ۶ آوریل، او یک فایل صوتی رسمی برای آهنگ «هنوز نمرده است» در یوتیوب منتشر کرد. در مقاله‌ای در بیلبورد در سال ۲۰۱۸، دبورا ایوانز پرایس اظهار داشت که «لجر آهنگ «هنوز نمرده است» را در مورد دوران سختی از زندگی‌اش نوشته است، زمانی که به شدت با اضطراب، ترس و حملات پانیک دست و پنجه نرم می‌کرد.»
در ۸ اکتبر ۲۰۱۸، اعلام شد که لجر به‌همراه نیوزبویز، دنی گوکی، مندیسا و رند کالکتیو در تور زمستانی ۲۰۱۹ اجرا خواهد داشت.
در ۱۵ فوریهٔ ۲۰۱۹، لجر تک‌آهنگی با نام «کاملاً» را منتشر کرد و پس از آن، نماهنگ آن در ۲۷ مارس منتشر شد.
در ۱۴ فوریهٔ ۲۰۲۰، لجر دومین تک‌آهنگ خود با نام «آغوش من» را همراه با نماهنگ منتشر کرد.

## زندگی شخصی
لجر در سال ۲۰۲۱ شهروند ایالات متحده شد.

## ترانه‌شناسی

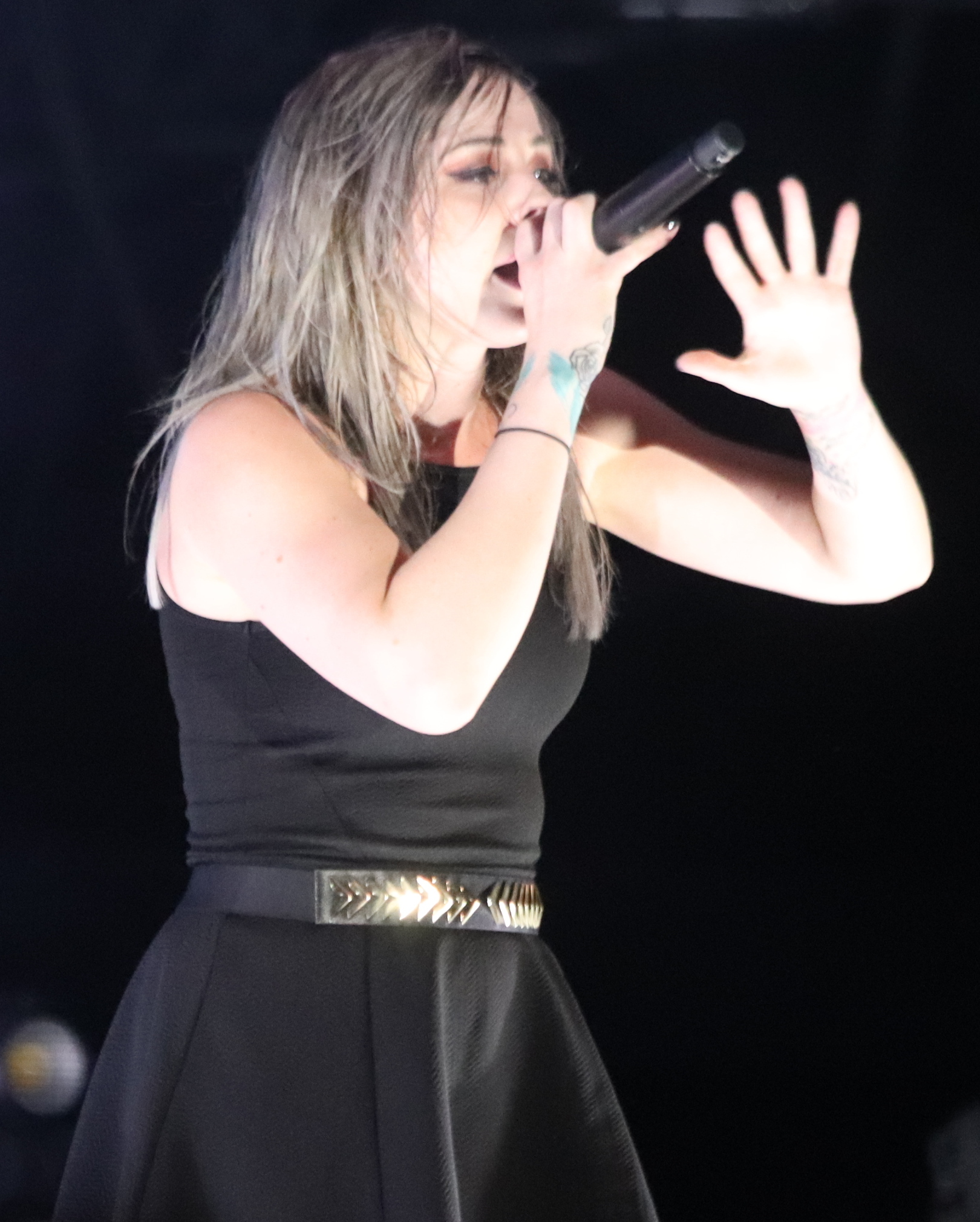
لجر در سال ۲۰۱۹

### با اسکیلت

#### آلبوم‌ها
- بیدار (۲۰۰۹)
- خیزش (۲۰۱۳)
- رها شده (۲۰۱۶)
- پیروز (۲۰۱۹)
- سلطه (۲۰۲۲)
- انقلاب (۲۰۲۴)

### با عنوان لجر

#### آلبوم
| عنوان | جزئیات                                                                                      | اوج جدول | اوج جدول  | اوج جدول | اوج جدول | فروش                  |
| عنوان | جزئیات                                                                                      | US       | US Christ | US Rock  | US Alt.  | فروش                  |
| ----- | ------------------------------------------------------------------------------------------- | -------- | --------- | -------- | -------- | --------------------- |
| لجر   | - پخش: ۱۳ آوریل ۲۰۱۸ - قالب: لوح فشرده، بارگیری موسیقی - لیبل: آتلانتیک رکوردز/Hear It Loud | ۶۳       | ۲         | ۷        | ۳        | - ایالات متحده: ۸٬۰۰۰ |

#### تک‌آهنگ‌ها
| سال  | آهنگ                        | US Main. | Christ. Rock | US Christ. | Christ. Airplay | آلبوم             |
| ---- | --------------------------- | -------- | ------------ | ---------- | --------------- | ----------------- |
| ۲۰۱۸ | «هنوز نمرده است»            | ۳۱       | ۱            | —          | —               | لجر (آلبوم)       |
| ۲۰۱۸ | «خون»                       | —        | —            | —          | —               | لجر (آلبوم)       |
| ۲۰۱۸ | «جنگجو» (همراه با جان کوپر) | —        | ۲            | —          | —               | لجر (آلبوم)       |
| ۲۰۱۹ | «به‌طور کامل»                | —        | —            | ۲۹         | ۲۸              | تک‌آهنگ غیر آلبومی |
| ۲۰۲۰ | «بازوهای من»                | —        | —            | ۳۲         | ۳۲              | تک‌آهنگ غیر آلبومی |

#### نماهنگ‌ها
| سال  | نام              | کارگردان       | آلبوم |
| ---- | ---------------- | -------------- | ----- |
| ۲۰۱۸ | «هنوز نمرده است» | رولند بینگامان | لجر   |
| ۲۰۱۹ | «به‌طور کامل»     |                |       |
| ۲۰۲۰ | «بازوهای من»     |                |       |

## جوایز
| سال  | جایزه       | رده               | نتیجه | منبع             |
| ---- | ----------- | ----------------- | ----- | ---------------- |
| ۲۰۱۲ | جوایز درام! | ستاره در حال ظهور | برنده | [ ۲۱ ]           |
| ۲۰۱۲ | جوایز درام! | درامر مستقل       | برنده | [ نیازمند منبع ] |